# ۸ ربیع‌الثانی
۸ ربیع‌الثانی، هشتمین روز ماه ربیع‌الثانی در تقویم هجری قمری است.
در تقویم هجری قمری قراردادی این روز نود و هفتمین روز سال است.

## تولدها
- ۲۳۲ ‐ حسن بن علی عسکری، یازدهمین امام شیعیان[۱]